# Pustolovne utrke
Pustolovne utrke su kombinacija dvije ili više športskih disciplina, među kojima najčešće susrećemo orijentaciju i navigaciju u prirodi, trčanje, vožnju brdskog bicikla, veslanje, te savladavanje prepreka penjanjem ili drugim pri kojima se koristi uže.
Utrke mogu trajati od nekoliko sati (sprint utrke), pa sve do desetak dana (ekspedicijske utrke).
Tijekom trajanja ovog tipa utrka, najčešće ne postoji takozvano mrtvo vrijeme, u kojem bi se trkači mogli odmoriti. Umjesto toga, kako bi se odmorili, trkači moraju "žrtvovati" vrijeme od trke.
Na pustolovnim utrkama natjecatelji nastupaju u timovima. Općenito je pravilo da su timovi veći što su trke duže. Tako su kod sprint utrka timovi najčešće dvočlani, dok kod višednevnih oni mogu imati i do pet članova. Organizatori utrka ponekad nameću pravilo prema kojem barem jedan član tima mora biti žena.
Raid Gauloises je prva pustolovna utrka na svijetu. Eco Challenge je najpoznatiji svjetski brend pustolovnih utrka.
Patagonijska ekspedicija u Čileu, poznata i kao "Utrka na kraju svijeta", je jedna od najtežih pustolovnih utrka, a osmislio ju je hrvatski geolog Stjepan Pavičić; specifična je po tome da se vatra uopće ne smije paliti tijekom utrke. Utemeljen je Adventure Racing World Series (AWRS) i Adventure Race Croatia je bila u kalendaru u nekoliko sezona.

## Pustolovne utrke u Hrvatskoj
Terra Incognita je prva pustolovna utrka u Hrvatskoj. Prvi put je održana 2000. pod nazivom "Pustolovna utrka Bjelolasica 2000".
Najdulja, najpoznatija, a ujedno i najteža pustolovna utrka u Hrvatskoj je Cetina Adventure Race. Organizira je udruga Adventure Race  Arhivirana inačica izvorne stranice od 10. prosinca 2005. (Wayback Machine) iz Zagreba.
Najpoznatija utrka riječke udruge AdNature je KI Challenge  Arhivirana inačica izvorne stranice od 2. kolovoza 2005. (Wayback Machine)
Splitski Spirit organizira seriju utrka pod zajedničkim naslovom CroChallenge  Arhivirana inačica izvorne stranice od 29. studenoga 2005. (Wayback Machine).
8. svibnja 2010. održat će se prva pustolovna utrka u Istočnoj Hrvatskoj Baraber adventure race 2010 u organizaciji Kluba pustolovnih sportova Baraber extreme team Belišće  Arhivirana inačica izvorne stranice od 27. siječnja 2010. (Wayback Machine) Održavaju se specifičnije utrke koje osim karakterističnih disciplina avanturističkih utrka - treking, plivanje, vožnja biciklom, veslanje u kajaku imaju neke nadogradnje ili u vidu dodatnih disciplina ili da se dijelom održavaju u gradu. Brijuni Adventure Race, koja se organizira od 2014. sastoji se od 6 disciplina: plivanje, trčanje, vožnja biciklom, veslanje u kajaku, ronjenje na dah i absail. Kamen Single Adventure Race u Cerovlju, koja se organizira od 2008., je jedna od prvih pustolovnih utrka za pojedince (a ne timove) i sastoji se od disciplina: vožnja biciklom, trekking, plivanje, koriting, gradska orijentacija, adventure/vojni poligoni, skokovi u vodu sa stijene, zip line.

## Vanjske poveznice
- Aktualnosti o pustolovnim utrkama i drugim ekstremnim športovima  Arhivirana inačica izvorne stranice od 30. studenoga 2005. (Wayback Machine)
- online-časopis eXtreme  Arhivirana inačica izvorne stranice od 23. prosinca 2005. (Wayback Machine)